# Südafrikanisches Militärordinariat
Das Südafrikanische Militärordinariat (englisch: Military Ordinariate of South Africa) ist das Militärordinariat in Südafrika und zuständig für die Südafrikanischen Streitkräfte.

## Geschichte
Das Südafrikanische Militärordinariat betreut Angehörige der südafrikanischen Streitkräfte katholischer Konfessionszugehörigkeit seelsorgerisch. Es wurde durch Papst Pius XII. am 17. Mai 1951 als Militärvikariat errichtet. Nach gegenseitigem Beschluss zwischen dem Heiligen Stuhl und der Republik Südafrika befindet sich der Sitz des südafrikanischen Militärordinariats in Groenkloof. Es wurde am 21. Juli 1986 durch Papst Johannes Paul II. mit der Apostolischen Konstitution Spirituali militum curae zur Diözese erhoben.
| Militärbischöfe in Südafrika |                         |                         |                   |                   |
| Nr.                          | Name                    | Amt                     | von               | bis               |
| 1                            | John Colburn Garner     | Erzbischof von Pretoria | 17. Mai 1951      | 26. März 1976     |
| 2                            | George Francis Daniel   | Erzbischof von Pretoria | 26. März 1976     | 24. November 2008 |
| 3                            | Paul Mandla Khumalo CMM | Erzbischof von Pretoria | 24. November 2008 | 15. Dezember 2009 |
| 4                            | William Slattery OFM    | Erzbischof von Pretoria | 23. Dezember 2010 | 30. April 2019    |
| 5                            | Dabula Anthony Mpako    | Erzbischof von Pretoria | 30. April 2019    |                   |